# Peter Koj
Peter Koj (* 24. August 1938 in Hindenburg) ist ein deutscher Anglist und Romanist, ehemaliger Lehrer und Sachbuchautor zur portugiesischen Sprache und Kultur.

## Leben und Wirken
Von 1976 bis 1983 übte er eine Lehrtätigkeit an der Deutschen Schule Lissabon aus (zuletzt als stellvertretender Schulleiter). Nach seiner Rückkehr 1983 unterrichtete er bis 2000 Portugiesisch am Hamburger Gymnasium Hochrad und war Prüfungsbeauftragter für Portugiesisch am Studienkolleg Hamburg. Seit Mitte der 1980er Jahre ist er in der Deutsch-Portugiesischen Gesellschaft, im Kulturkreis Portugal in Hamburg und der Portugiesisch-Hanseatischen Gesellschaft (PHG) tätig und engagiert sich als Vermittler zwischen der portugiesischen Kultur und der Hansestadt Hamburg.
In einem am 7. Juli 1989 in der taz veröffentlichten Artikel Hamburg hat seine Portugiesen vergessen machte er auf die bis dahin kaum registrierte Bedeutung der portugiesischen Juden für die Hansestadt aufmerksam.
Er ist Mitbegründer der Portugiesisch-Hanseatischen Gesellschaft (PHG), ihr Namensgeber und seit ihrer Gründung im August 1996 Vize-Präsident bzw. 1. Vorsitzender (bis 2016). Er war Chefredakteur der PHG-Zeitschrift Portugal-Post bis 2011 und ist bis heute Mitglied der Redaktion (nicht zu verwechseln mit der Zeitung Portugal Post). Neben Beiträgen zu dem jeweiligen Thema des Heftes liefert er regelmäßig vier zumeist zweisprachige Kolumnen. Er war verantwortlich für die Zusammenarbeit mit korrespondierenden Gesellschaften in Bremen (Chave Lusófona e.V.) und Cuxhaven (Deutsch-Portugiesischer Kulturverein e.V.), dem sog. Triângulo do Mar do Norte (dt.: Nordsee-Dreieck).
Hamburg verdankt Peter Koj den Amália-Rodrigues-Weg in Hamburg-Bahrenfeld mit der zweisprachigen Gedenktafel für Portugals Fado-Ikone Amália Rodrigues (Einweihung 28. August 2010).

## Werke
- Die frühe Rezeption der Fazetien Poggios in Frankreich. Dissertation, Hamburg 1969.
- Die Sefarden in Hamburg : zur Geschichte einer Minderheit Verlag H.Buske 1994. Bd. 1. herausgegeben von Michael Studemund-Halévy; in Verbindung mit Peter Koj.
- Português, meu amor. Annäherungen an eine spröde Schöne. Schmetterling Verlag, 2015. ISBN 3-89657-875-8
- Passatempo proverbial. Spaß mit portugiesischen Sprichwörtern. Schmetterling Verlag, 2016. ISBN 3-89657-876-6
- E esta? Portugiesische Witze zweisprachig. Schmetterling Verlag, 2017. ISBN 3-89657-877-4
- Diverse Artikel in Zeitschriften zum Thema portugiesische Sprache und deutsch-portugiesische Kulturbeziehungen (Portugal-Post, Iberoamericana, ESA/Entdecken Sie Algarve, Correio de Portugal / Portugal Post)

## Auszeichnungen
- 1996: Auszeichnung für seine Verdienste um die Verbreitung der portugiesischen Sprache und Kultur mit dem großen Preis der Fundação Casa da Cultura de Língua Portuguesa an der Universität Porto.
- 2004: wurde ihm in Berlin von der portugiesischen Monatszeitung Portugal Post (früher Dortmund jetzt Berlin als PT Post) der Portugaleser in Anerkennung seiner interkulturellen Aktivitäten überreicht
- 2018: wurde ihm vom Hamburger Senat die Medaille für treue Arbeit im Dienste des Volkes (in Silber) verliehen